# Ace Frehley
Ace Frehley — музичний альбом гурту Kiss. Виданий 18 вересня 1978 року лейблом Casablanca Records. Загальна тривалість композицій становить 36:38. Альбом відносять до напрямку хард-рок.

## Список пісень

### Сторона перша
1. «Rip It Out» — 3:39
2. «Speedin' Back to My Baby» — 3:35
3. «Snow Blind» — 3:54
4. «Ozone» — 4:41
5. «What's on Your Mind?» — 3:26

### Сторона друга
1. «New York Groove» — 3:01
2. «I'm in Need of Love» — 4:36
3. «Wiped-Out» — 4:10
4. «Fractured Mirror» — 5:25